# Кракемарт
Кракемарт (фр. Craguemarts) — тяжёлая короткая европейская сабля с обоюдоострым кривым клинком, отличающийся большой толщиной. Как правило, имела короткую ручку, иногда украшалась резьбой. Возникла в XIV веке, была популярна у английских и французских моряков (в меньшей степени в других странах Европы) в XV веке, кроме того, была распространённым крестьянским оружием. Её разновидность с более изогнутым, расширенным у острия и срезанным под углом клинком в позднем средневековье стали называть Малкус (итал. Malchus). Сабля кракемарт приобрела славу грубого тяжёлого оружия в абордажных боях на тесных палубах кораблей. Им наносили мощные удары, кололи и резали на коротком расстоянии, но это оружие нуждалось в значительной физической силе при применении. Сабля кракемарт, действуя наподобие консервного ножа, могла пробивать вражеские доспехи, чему способствовало острое и широкое остриё клинка.